# 추가령 화산
추가령 화산(楸哥嶺火山, Ch'uga-Ryong)은 조선민주주의인민공화국 원산부터 대한민국 서울 근교에까지 뻗어있는 추가령구조곡에 자리잡은 화산으로, 해발 452m이다. 이 거대한 화산은 추가령지구대의 일부로, 순상화산의 형태를 지니고 있다. 이 화산이 활화산인지 아닌지는 아직 밝혀지지 않았다. 오리산과 마찬가지로 플라이스토세 당시 여러번의 화산 활동이 있었던 것으로 보인다.

## 추가령 구조곡
추가령 구조곡에서 화산 활동은 백악기부터 제4기 플라이스토세까지 일어났다. 용암 대지를 형성하는 전곡 현무암은 칼륨-아르곤 연대 측정 결과 불과 27만년 전(0.27 Ma)에 분출한 것으로 드러났다. 제4기 현무암은 오리산과 검불랑 부근의 680 m 고지로부터 분출하였다. 신생대 제4기에, 추가령 구조곡의 지질적으로 약한 부분을 따라 열하 분출(裂罅 噴出)한 용암은, 철원-평강 용암대지로 불리는 대규모 화산 지형을 형성하였다.